# HD 33116
HD 33116，又名CP-54 768，SAO 233814、HR 1667，是一颗恒星，视星等为6.27，位于銀經262.23，銀緯-37.07，其B1900.0坐标为赤經5h 2m 54.8s，赤緯-54° -37.07′ 33″。